# Ajos Terapon
Ajos Terapon (gr. Άγιος Θεράπων) – wieś w Republice Cypryjskiej, w dystrykcie Limassol. W 2011 roku liczyła 125 mieszkańców.